# نوپسرهای دورنگ
نوپسرهای دورنگ (nupserha bicolor) یک گونه سوسک از خانوادهٔ سوسک‌های شاخک‌دراز است. جیمز تامسون در سال ۱۸۵۷ آن را بررسی و توصیف کرد.

## انواع
- Nupserha bicolor var. postbrunnea Dutt, 1952
- Nupserha bicolor var. nigrata Breuning, 1950
- Nupserha bicolor var. thomsoni Breuning, 1960
- Nupserha bicolor var. subnitida Breuning, 1960
- Nupserha bicolor var. parteatriventris Breuning, 1960